# قلعه شیمابارا
قلعه شیمابارا (به ژاپنی: 島原城 Shimabara-jō) یا قلعه موریتاکه (به ژاپنی: 森岳城 Moritake-jō) یا قلعه تاکاکی (به ژاپنی: 高来城 Takaki-jō) یک قلعه ژاپنی واقع در شیمابارا، ناگازاکی، ولایت هیزن (در حال حاضر استان ناگاساکی) است. این پنج طبقه ساختمان سفید در تضاد با رنگ سیاه قلعه کوماموتو در استان همسایه استان کوماموتو است.